# High Garrett
High Garrett – przysiółek w Anglii, w Esseksie. Leży 4,4 km od miasta Braintree, 20,8 km od miasta Chelmsford i 64 km od Londynu. W 2015 miejscowość liczyła 834 mieszkańców.